# سنی، عمان
سنی  یک منطقهٔ مسکونی در عمان است که در باطنه واقع شده‌است.